# JoJo Billingsley
Deborah Jo Billingsley, detta JoJo (Memphis, 28 maggio 1952 – Cullman, 24 giugno 2010), è stata una cantante statunitense.

## Carriera
Nel 1975 è diventata corista del gruppo southern rock Lynyrd Skynyrd. Ha fatto infatti parte di un trio chiamato Honkettes insieme a Cassie Gaines e Leslie Hawkins, che ha accompagnato la band fino al 1977. Il 20 ottobre 1977, data che sconvolse il gruppo a causa del disastro aereo Convair CV-300, non era sul volo poiché era rimasta a casa malata; avrebbe raggiunto gli altri in tempo per il concerto a Little Rock, in Arkansas, fissato per il 23 ottobre. Billingsley dichiarò in seguito di aver sognato l'incidente aereo prima che esso avvenisse, e di aver telefonato a Allen Collins scongiurandolo di non utilizzare il Convair. Dopo il 1977 si è esibita occasionalmente dal vivo o in televisione, ma ha anche pubblicato dei lavori registrati in studio. È morta all'età di 58 anni a causa di un tumore.